# Posetitel muzeja
Posetitel muzeja (russisk: Посетитель музея) er en spillefilm fra 1989 af Konstantin Lopusjanskij.

## Medvirkende
- Viktor Mikhailov
- Vera Majorova
- Vadim Lobanov
- Irina Raksjina